# Tabudamima melanophleba
Tabudamima melanophleba är en tvåvingeart som först beskrevs av Friedrich Hermann Loew 1876.  Tabudamima melanophleba ingår i släktet Tabudamima och familjen stilettflugor.
Artens utbredningsområde är Kalifornien. Inga underarter finns listade i Catalogue of Life.